# Сергино (Удомельский район)
Сергино — деревня в Удомельском городском округе Тверской области.

## География
Деревня находится в северной части Тверской области на расстоянии приблизительно 16 км на восток по прямой от железнодорожного вокзала города Удомля.

## История
Известна с 1551 года. В 1859 году это было владение помещика М. А. Семенского. Дворов (хозяйств) в ней было 22 (1859 год), 35 (1886), 37 (1911), 32 (1961), 12 (1986), 6(1999). В советское время работали колхозы «Трудовик», «1-е Мая», и совхоз «Еремковский». До 2015 года входила в состав Еремковского сельского поселения до упразднения последнего. С 2015 года в составе Удомельского городского округа.

## Население
Численность населения: 141 человек (1859 год), 1956 (1886), 214 (1911), 83 (1961), 19 (1986), 17 (русские 100 %) в 2002 году, 25 в 2010.